# Портогруаро (футбольный клуб)
«Портогруаро» — итальянский футбольный клуб из города Портогруаро, выступающий в Серии B, втором по силе дивизионе чемпионата Италии. Основан в 1919 году. Домашние матчи проводит на арене «Стадио Пьер Джованни Меккья», вмещающем 3 335 зрителей. «Портогруаро» никогда в своей истории не поднималась в Серию А. По итогам сезона 2009/10 «Портосуммага» заняла первое место в Серии С1 и получила право участвовать в Серии Б в сезоне 2010/11.

## История клуба
Футбол в Портогруаро зародился ещё в 1919 году, но команда не чем похвастаться не могла, ведь верхом их достижений являлось выступление в Региональной Серии С после Второй Мировой Войны.
В 1990 году объединение «Портогруаро» принимает решение о слиянии с клубом «АС Суммага». Команда приобретает название «Calcio Portogruaro-Summaga», и принимает за клубные цвета Портогруаро Гранатовые майки и белые трусы.
Архитектором слияния является президент Портогруаро — Дино Мио. Следует заметить что семья Мио(руководящая командой), придирчиво следит за упоминанием деревеньки Суммага в названии клуба. Так же на гербе команды, последний раз измененном в 2008 году, изображена башня Собора Святого Андрея, подчеркивающая символ Суммага (одноименный Монастырь 11-го века.)
В конце сезона 1997/98 команда добирается до лиги, которая позже сменила название на Серию D.